# Fernando Torres Martínez
Fernando Torres Martínez (Durango, Vizcaya, España, 8 de mayo de 1878-Madrid, España, 6 de agosto de 1931) fue un militar español.

## Biografía
Nació en Durango (Vizcaya)  el 8 de mayo de 1878, hijo de Baldomero Torres Samaniego y de Pui Martínez Oteiza. El padre, militar como sus antepasados, había entrado en dicha población con las tropas liberales en 1875, participando en la tercera guerra carlista.
Ingresó en agosto de 1895 en la Academia Militar de Toledo, graduándose con el grado de Segundo Teniente a finales de diciembre 1896, y fue destinado al Batallón de Cazadores de Madrid con destacamento en Vitoria. En 1898 asciende a Primer Teniente en el mismo destino con guarnición en Alsasua (Navarra) y Vitoria (Álava). En 1899 llegó destinado a Alcalá de Henares (Madrid), pero de guarnición en Madrid, donde desempeñó además el cargo de profesor de la Academia de cabos y alumnos.
En 1902 se casó con Dolores Torres Lanza, natural de Jódar (Jaén), hija de una familia de militares, naciendo de esta unión Pilar, Mercedes, Concepción, Fernando y Dolores.
El año 1910 fue importante porque fue destinado al Batallón de Cazadores de Barbastro N.º 4, el que iba a ser su último destino de armas. En mayo de 1913 su batallón pasó a formar parte de la Comandancia General de Ceuta. El 30 de mayo, festividad de San Fernando, marchó a Tetuán (Marruecos español) donde empezó su verdadera vida de campaña en la guerra del Rif. El 11 de junio, ante los ataques generalizados de las partidas armadas del Ahmed al-Raisuli, se decide la toma de Laucién (Tetuán), librándose duros combates en los días siguientes.
El día 19 dos columnas al mando del general Primo de Rivera fueron atacadas violentamente. En el momento del repliegue, la posición que ocupaba el teniente Fernando Torres fue especialmente atacada y ante la orden de retirarse no quiso abandonar a sus muertos y heridos, pues conocía cuál sería su final.
El fuego era cada vez mayor, el número de enemigos considerable. Cuando vio que la posibilidad humana de sostenerse era nula, dio a sus subordinados, que se negaban a abandonarlo, la orden de replegarse; le hirieron dos veces, pero siguió disparando su pistola a los enemigos que estaban a unos pasos, y por fin se reservó la última bala para él. Cayó moribundo.
De lejos, una compañía de Regulares observaba el ataque de los moros y fueron en apoyo de los Cazadores.
El mismo día de caer herido, Primo de Rivera encontró heroico su comportamiento, lo ensalzó públicamente y le consideró merecedor de la Cruz Laureada. Pasaría un año hasta que le concedieran la Cruz (15 de abril de 1914), pero antes le quedaban por vivir todavía muchos malos momentos en el hospital. El 2 de octubre le impusieron la insignia de la Cruz Laureada de San Fernando. El acto muy solemne estuvo presidido por Primo de Rivera en el salón de Juntas del Centro del Ejército y la Armada. 
Pasados los dos años más duros de su vida, se instaló en Madrid y comenzó una nueva vida. En situación de reemplazo por herido en campaña, lo destinaron al Diario Oficial y Colección legislativa del Ministerio de la Guerra como administrador. Fue ascendiendo de comandante a teniente coronel, coronel y general. Recibió varias condecoraciones, como la Medalla Militar de Marruecos con el pasador Tetuán, distintivo de herido y la cruz de la Orden de San Hermenegildo.
Tras las elecciones del 12 de abril de 1931 y proclamada la II República, acató con lealtad el cambio, pero ya no volvió a vestir el uniforme para no tener que suprimir en él los atributos reales. Su hermano Baldomero, Comandante de la Guardia Civil y ayudante de Sanjurjo, fue el encargado de escoltar a la Reina hasta Galapagar, camino del exilio.
Murió el 6 de agosto de 1931. Los periódicos publicaron amplias necrológicas en días sucesivos, recordando su actuación en Laucién, la concesión de la Cruz Laureada y su ascenso a General por el Gobierno Provisional de la República.
- Datos: Q5860322